# Петтис (округ)
Округ Петтис (англ. Pettis County) — округ штата Миссури, США. Население округа на 2009 год составляло 41 421 человек. Административный центр округа — город Седейлия.

## История
Округ Петтис основан в 1833 году.

## География
Округ занимает площадь 1774.1 км2.

## Демография
Согласно оценке Бюро переписи населения США, в округе Петтис в 2009 году проживало 41 421 человек. Плотность населения составляла 23.3 человек на квадратный километр.